# Piral
Piral (ryska: Пирал) är en ort i Azerbajdzjan.   Den ligger i distriktet Qusar Rayonu, i den nordöstra delen av landet, 180 km nordväst om huvudstaden Baku. Piral ligger 872 meter över havet och antalet invånare är 1 944.
Terrängen runt Piral är kuperad. Närmaste större samhälle är Qusar, 14,2 km sydost om Piral.
Trakten runt Piral består till största delen av jordbruksmark. Runt Piral är det ganska glesbefolkat, med 48 invånare per kvadratkilometer.